# Rob Andrew
(Rob Andrew, in una conferenza stampa)
Christopher Robert Andrew (Richmond, 18 febbraio 1963) è un ex rugbista a 15 internazionale per l’Inghilterra che partecipò, nel ruolo di mediano d'apertura, a tre edizioni della Coppa del Mondo (1987, 1991 e 1995) e collezionò globalmente 71 presenze internazionali con l’Inghilterra più 5 con i British Lions. Dal 2006 ricopre ruoli dirigenziali all’interno della federazione rugbistica inglese.

## Biografia
Rob Andrew frequentò la Barnard Castle School dove fu capitano della squadra di rugby nel 1981, lì trovando come compagno di squadra il futuro internazionale Rory Underwood.
Si iscrisse in seguito al St John's College di Cambridge dove fece parte sia della squadra di rugby nell'annuale Varsity Match contro Oxford, sia della squadra di cricket.
Nel gennaio 1985 esordì in Nazionale in un test match contro la Romania marcando 18 punti che gli valsero la convocazione per il successivo Cinque Nazioni.
Quello stesso anno passò dal Nottingham agli Wasps in cui, a parte una breve parentesi in Francia al Tolosa, rimase sino al 1995 segnando 604 punti e vincendo un campionato inglese nel 1990.
In tale periodo Andrew fu il mediano d'apertura titolare dell'Inghilterra, che guidò a due Grandi Slam consecutivi nei Cinque Nazioni del 1991 e 1992, oltre che alla finale persa contro l'Australia nella Coppa del Mondo di rugby 1991 disputata in casa.
Fu anche convocato in due tour consecutivi (1989 e 1993) dei British Lions.
Nel 1995, dopo un altro grande slam nel Cinque Nazioni, e dopo aver segnato un drop da 50 metri decisivo per eliminare l'Australia nella Coppa del Mondo, lasciò gli Wasps per passare, da professionista, in seconda divisione al Newcastle, dove assunse il duplice ruolo di allenatore/giocatore.
Nel giro di due anni Andrew guidò la squadra prima alla promozione nella Premiership e, a seguire, alla conquista del campionato nel 1998.
Disputò il suo ultimo incontro internazionale 15 marzo 1997 contro il Galles.
Nel settembre 1999, a 36 anni, dopo l'ennesimo infortunio a una spalla durante un allenamento, prese la decisione di ritirarsi dall'attività agonistica; rimase nel club come allenatore e direttore sportivo fino al 2006.
Da agosto 2006 fino ad aprile 2011 fu direttore dell’Elite Club della Rugby Football Union e, da tale data, è direttore di tutta l'attività sportiva sempre presso la Federazione.

## Palmarès
- Premiership: 2
Wasps: 1989-90
Newcastle: 1997-98